# Planetella gibbosa
Planetella gibbosa is een muggensoort uit de familie van de galmuggen (Cecidomyiidae). De wetenschappelijke naam van de soort is voor het eerst geldig gepubliceerd in 1860 door Camillo Róndani.